# 同景新能源
同景新能源集團控股有限公司，簡稱同景新能源（英語：Tonking New Energy Group Holdings Ltd，港交所：8326），在2004年，由胡啟初（董事長）於香港成立「Harlan's」餐廳（以JJH Company Limited經營，但不包括集團在內）。於2016年1月,該公司市值大約為22億元。
本集團為經營6間全服務餐廳及2間餅店的香港餐飲集團。本集團「至尊級的餐飲體驗」的理念經由優質菜式輔以怡人氣氛及周到服務得以完全展現。本集團根據廚師創製或通過特許專營安排授權的菜式採用優質食材製備菜餚,並執行品質控制體係以確保食品始終保持優質。
前身為「JC Group Holdings Limited」。
主要業務在本港經營中外餐飲名店，包括PEARL DINING HOUSE、HOORAY、HARLAN'S CAKE SHOP、HARLAN'S、PHO24、MEKIKI NO GINJI、INAKAYA、KAIKA和CAROUSEL。
配售股份價格為0.5港元，配售股份為1億股，集資額為5,000萬港元，股份在2013年11月21日於港交所創業板上市。
2015年11月21日，該公司前行政總裁黃慧玲基於處理更多其他業務而退任，但仍留任執行董事，而吳建農委任為副主席及行政總裁。

## 旗下品牌
擁有8家全服務餐廳及2家餅店
- 明珠小館
- 明珠閣
- 目利之銀次 沖繩
- A la Folie Pâtisserie咖啡廳
- 田舍家
- Harlan's Cake Shop餅店
- Carousel Fine Cake & Pastries餅店
- PHO24
- 鐵板燒海賀

## 外部連結
- 官方网站